# Saison 1 de Dr. Ken
Chronologie
Saison 2
Cet article présente le guide des épisodes de la première saison de la série télévisée américaine Dr Ken.

## Généralités
- Aux États-Unis, la saison a été diffusée du 2 octobre 2015 au 22 avril 2016, sur le réseau ABC.

## Distribution

### Acteurs principaux
- Ken Jeong : Dr Ken Park
- Suzy Nakamura : Dr Allison Park
- Tisha Campbell-Martin : Damona
- Jonathan Slavin (en) : Clark
- Kate Simses : Dr Julie Mintz
- Albert Tsai : Dave Park
- Krista Marie Yu : Molly Park
- Dave Foley : Pat

### Acteurs récurrents et invités
- Margaret Cho : Dr Wendi, sœur du Dr Ken

## Épisodes

### Épisode 1: Titre français inconnu (Pilot)
- États-Unis : 2 octobre 2015 sur ABC[1]

- États-Unis : 6,71 millions de téléspectateurs[2] (première diffusion)

- Stephen Tobolowsky (Joe)
- Barak Hardley (Cellmate)
- Alonzo Bodden (Bouncer)
- Rene D. Moran (Narc)

### Épisode 2: Titre français inconnu (The Seminar)
- États-Unis : 9 octobre 2015 sur ABC

- États-Unis : 5,72 millions de téléspectateurs[3] (première diffusion)

- Betsy Sodaro (Sonja)
- Alexis Rhee (In-Sook Park)
- Dana Lee (D.K. Park)
- James Urbaniak (James)

### Épisode 3: Titre français inconnu (Ken Helps Pat)
- États-Unis : 16 octobre 2015 sur ABC

- États-Unis : 5,76 millions de téléspectateurs[4] (première diffusion)

- Marques Ray (Juan-Julio)
- Victor Amayo (Kid #1)
- Ethan Drake Davis (Kid #2)

### Épisode 4: Titre français inconnu (Kevin O'Connell)
- États-Unis : 23 octobre 2015 sur ABC

- États-Unis : 5,97 millions de téléspectateurs[5] (première diffusion)

Will Yun Lee (Kevin O'Connell)

### Épisode 5: Titre français inconnu (Halloween-Aversary)
- États-Unis /  Canada : 30 octobre 2015 sur ABC

- États-Unis : 5,77 millions de téléspectateurs[6] (première diffusion)

- Toby Huss (Captain Spooky)
- Wil Garret (elderly patient)
- Jeff Marlow (salesman)

### Épisode 6: Titre français inconnu (Ken Teaches Molly a Lesson)
- États-Unis /  Canada : 6 novembre 2015 sur ABC

- États-Unis : 5,38 millions de téléspectateurs[7] (première diffusion)

- Noelle Messier (Officer)
- Christopher Darga (Security Guard)
- Michael Rothhaar (Horst Beckenbauer)

### Épisode 7: Titre français inconnu (DrWendi: Coming To LA!)
- États-Unis /  Canada : 13 novembre 2015 sur ABC

- États-Unis : 5,26 millions de téléspectateurs[8] (première diffusion)

- Margaret Cho (Dr Wendi)
- Alexis Rhee (In-Sook Park)
- Dana Lee (D.K. Park)

### Épisode 8: Titre français inconnu (Thanksgiving Culture Clash)
- États-Unis /  Canada : 20 novembre 2015 sur ABC

- États-Unis : 6,07 millions de téléspectateurs[9] (première diffusion)

- Dana Lee (D.K.)
- Alexis Rhee (In-Sook)
- Jeanne Sakata (en) (Pam)
- Clyde Kusatsu (Jerry)

### Épisode 9: Titre français inconnu (Ken Cries Foul)
- États-Unis /  Canada : 4 décembre 2015 sur ABC

- États-Unis : 5,32 millions de téléspectateurs[10] (première diffusion)

- Thai Douglas (Coach 1)
- Jack Impellizzeri (Coach 2)

### Épisode 10: Titre français inconnu (The Master Scheduler)
- États-Unis /  Canada : 11 décembre 2015 sur ABC

- États-Unis : 4,8 millions de téléspectateurs[11] (première diffusion)

Lance Barber (Phil Stockton)

### Épisode 11: Titre français inconnu (Delayed in Honolulu)
- États-Unis /  Canada : 8 janvier 2016 sur ABC[12]

- États-Unis : 5,4 millions de téléspectateurs[13] (première diffusion)

Dr Mehmet Oz (lui-même)

### Épisode 12: Titre français inconnu (Ken's Physical)
- États-Unis /  Canada : 15 janvier 2016 sur ABC

- États-Unis : 5,28 millions de téléspectateurs[14] (première diffusion)

- Beth Crosby (Barb Rutledge)
- Morgan Peter Brown (Andy Rutledge)
- Marques Ray (Juan-Julio)

### Épisode 13: Titre français inconnu (D.K. and the Dishwasher)
- États-Unis /  Canada : 29 janvier 2016 sur ABC

- États-Unis : 5,13 millions de téléspectateurs[15] (première diffusion)

- Dana Lee (D.K.)
- Rodney J. Hobbs (Delivery Guy)

### Épisode 14: Titre français inconnu (Dave's Valentine)
- États-Unis /  Canada : 5 février 2016 sur ABC

- États-Unis : 4,81 millions de téléspectateurs[16] (première diffusion)

- Joel McHale (Ross)
- Danny Pudi (Topher)
- Isabella Kai Rice (Emma)

### Épisode 15: Titre français inconnu (The Wedding Sitter)
- États-Unis /  Canada : 19 février 2016 sur ABC

- États-Unis : 4,89 millions de téléspectateurs[17] (première diffusion)

- Ian Chen (Henry)
- Todd Grinnell (Dr Mitch Tuttle)
- Jill Basey (Mrs. Pancake)
- Stephen Guarino (Connor)

### Épisode 16: Titre français inconnu (Meeting Molly's Boyfriend)
- États-Unis /  Canada : 26 février 2016 sur ABC

- États-Unis : 5,12 millions de téléspectateurs[18] (première diffusion)

- Marques Ray (Juan-Julio)
- David Valdes (Sean)
- Marisa Chen Moller (Linda)

### Épisode 17: Titre français inconnu (Ken at the Concert)
- États-Unis /  Canada : 4 mars 2016 sur ABC

- États-Unis : 4,75 millions de téléspectateurs[19] (première diffusion)

Emblem3 (en) (invité musical)

### Épisode 18: Titre français inconnu (Dicky Wexler's Last Show)
- États-Unis /  Canada : 11 mars 2016 sur ABC

- États-Unis : 4,53 millions de téléspectateurs[20] (première diffusion)

- George Wyner (Dicky Wexler)
- Marques Ray (Juan-Julio)

### Épisode 19: Titre français inconnu (Ken's an Expert Witness)
- États-Unis /  Canada : 18 mars 2016 sur ABC

- États-Unis : 5,23 millions de téléspectateurs[21] (première diffusion)

Jim Rash (Devon Drake)

### Épisode 20: Titre français inconnu (Dave's Sex Talk)
- États-Unis /  Canada : 8 avril 2016 sur ABC

- États-Unis : 4,68 millions de téléspectateurs[22] (première diffusion)

- Stephen Guarino (Connor)
- Nancy Friedrich (Grace)

### Épisode 21: Titre français inconnu (Korean Men's Club)
- États-Unis /  Canada : 15 avril 2016 sur ABC

- États-Unis : 4,7 millions de téléspectateurs[23] (première diffusion)

- Randall Park (Gary Chon)
- Jae Suh Park (Jill Chon)
- Danny Cho (Jae)
- Peter Jae (Hwan)

### Épisode 22: Titre français inconnu (Ken Tries Stand Up)
- États-Unis /  Canada : 22 avril 2016 sur ABC[24]

- États-Unis : 4,59 millions de téléspectateurs[25] (première diffusion)

- Jeff Ross (Doug)
- Dana Lee (D.K.)
- Frazer Smith (MC)